# ویلیام ای. بارستو
ویلیام آگوستوس بارستو (William Augustus Barstow) (زادهٔ ۱۳ سپتامبر ۱۸۱۳ – درگذشتهٔ ۱۳ دسامبر ۱۸۶۵)، تاجر، مدیر حوزه عمومی و سیاستمدار آمریکایی بود. او سومین فرماندار و دومین دبیر ایالت ویسکانسین بود و در زمان جنگ داخلی آمریکا به عنوان افسر ارتش اتحادیه خدمت کرد. پیش از آنکه ویسکانسین، ایالت شود، بارستو در ساخت شهرستان واکیشا نقشی اساسی داشت.

## اوایل زندگی
بارستو متولد و بزرگ‌شدهٔ پلینفیلد، ایالت کنتیکت بود و در مزرعهٔ خانوادگی‌شان کار و در مدارس محلی تحصیل نمود. در ۱۶ سالگی، او به نورویچ، کنتیکت نقل مکان و به عنوان فروشنده در فروشگاه برادرش، ساموئل مشغول به کار شد.: 91  بعدها آنها تجارت خود را به کلیولند، ایالت اوهایو منتقل کردند. پس از بحران مالی سال ۱۸۳۷، خانوادهٔ بارستو به خطهٔ ویسکانسین نقل مکان کرده و در سال ۱۸۳۹ در واکیشا مستقر شدند. در آن زمان، واکیشا بخشی از شهرستان میلواکی بود که با نام «پرایر ویلیج» و بعدها «پرایریویل» شناخته می‌شد.

## خطهٔ ویسکانسین
خانوادهٔ بارستو با ساخت آسیاب آردساز به تاجرانی مهم در شهرک جدید تبدیل شدند. ویلیام در سال ۱۸۴۲، رئیس پُست‌خانهٔ دهکده شد و ساموئل در سال ۱۸۴۵، به عضویت مجلس قانون‌گذاری منطقه‌ای درآمد. در سال ۱۸۴۳، ویلیام برای سمت بخشدار شهرستان میلواکی از سوی حزب دموکرات نامزد شد، اما کاندیدای منفرد، ادوارد دی. هولتون، او را شکست داد. در آن انتخابات، به‌خاطر ادعاهایی مبنی بر اینکه بارستو برای حفظ نامزدی خود، همایش انتخاباتی را با حامیانش پُر کرده بود، رأی دهندگان دموکرات از او روی برگرداندند.

## اواخر عمر
بارستو به جینسویل، ایالت ویسکانسین نقل‌مکان کرد. او با افتتاح یک بانک و ایجاد طرح‌های مختلف ساخت راه‌آهن، رئیس راه‌آهن سنت کروآ و لیک سوپریور شد. سرمایه‌گذاری‌های تجاری‌اش عمدتاً ناموفق بودند، زیرا بانک او در بحران مالی سال ۱۸۵۷، ورشکسته شد و شرکت راه‌آهن او به علت رسوایی رشوه‌خواری از بین رفت. با این حال، او همچنین در فعالیت‌های سیاسی حزب دموکرات نقش داشت و به عنوان نمایندهٔ ویسکانسین در انجمن ملی دموکرات در سال ۱۸۶۰ خدمت و برای انتخابات و نامزدی استفان آرنولد داگلاس تلاش کرد.

## خدمت در جنگ داخلی
پس از شروع جنگ داخلی آمریکا، بارستو در نامه‌ای به ژنرال جان چارلز فرمونت، فرماندهٔ حوزهٔ غربی، پیشنهاد تشکیل هنگ سواره نظام را داد. در طی ماه‌های بعد، وزارت جنگ ایالات متحده درخواست آنها برای افزایش هنگ‌های سواره نظام را محدود و اختیارات قانونی هنگ بارستو را لغو کرد، اما، پس از درخواست‌های بارستو و فرماندار الکساندر راندال و بیان این موضوع که هنگ تقریباً تکمیل شده‌است، وزارت جنگ، اختیارات قانونی او را بازگرداند.: 96  در ۳۱ ژانویه ۱۸۶۲، سومین هنگ سواره نظام ویسکانسین به فرماندهی سرهنگ ویلیام بارستو در اردوگاه بارستو، در نزدیکی جینسویل به خدمت ارتش اتحادیه فراخوانده شد و در ۲۶ مارس، ایالت ویسکانسین را به سمت سنت لوئیس ترک کرد.: 909 
کمی پس از ورود آنها به سنت لوئیس، سرهنگ بارستو، رئیس دژبانی کانزاس و هنگ او برای انجام وظیفه در سراسر این ایالت پخش شد. سرهنگ بارستو در بیشتر دوران انتصابش، در خارج از قلعهٔ لیونورث به عملیات نظامی مشغول بود. او تنها چند ماه پس از شروع خدمتش، بیمار و تا چندین ماه درگیر آن بود تا اینکه در تابستان ۱۸۶۳ پذیرفت که دوباره مسئول دادگاه‌های نظامی در سنت لوئیس، میزوری شود.: 914  خدمت او در ۴ مارس ۱۸۶۵ خاتمه یافت و در ۱۳ مارس ۱۸۶۵، به درجهٔ سرتیپی داوطلبان (ترفیع عطف به ماسبق) نائل شد.
او پس از ترک خدمت، همچنین در لیونورث، کانزاس ماند و برای قراردادی برای زندان ایالتی درخواست داد. دو تن از پسران او نیز به این شهر نقل مکان کردند. وضعیت سلامت او به خاطر سال‌های حضور در جنگ رو به تضعیف بود و از اسهال مزمن رنج می‌برد. او در ۱۳ دسامبر ۱۸۶۵ در لیونورث، کانزاس درگذشت.

## خانواده و میراث
ویلیام آگوستوس بارستو با ماریا کوارلز از کنوشا، ویسکانسین ازدواج کرد. آنها صاحب چهار پسر شدند.
بارستو پسر ویلیام اوگاستا بارستو و سالی هال بارستو بود. عموهایش، جان و ابنیزر بارستو به صورت داوطلبانه در ارتش قاره‌ای در جنگ انقلاب آمریکا حضور داشتند. نوهٔ ابنیزر بارستو، جان لستر بارستو سی و نهمین فرماندار ورمونت بود.
خیابان بارستو در مرکز شهر واکیشا، ایالت ویسکانسین به احترام او نام‌گذاری شده‌است.